# Grace Hayle
Grace Hayle (* 24. Juli 1888 in Newark, New Jersey, USA; † 20. März 1963 in Los Angeles, Kalifornien) war eine US-amerikanische Schauspielerin.

## Leben und Werk
Grace Hayle trat ab Mitte der 1910er Jahre mit verschiedenen Theatergruppen auf. So tourte sie mehrfach zusammen mit Ruth Gordon, wie 1916/17 in dem Stück Fair and Warmer und 1921 in Scrambled Wives. 1918 war sie am Broadway in dem Stück Double Exposure zu sehen.
Ihre Filmkarriere begann 1932 in dem Film Back Street. Bereits 1934 hatte sie etwa 40 Filmauftritte absolviert. Sie trat zumeist in kleinen Rollen auf, wobei sie meistens nicht im Vorspann erwähnt wurde. Ihre Spezialität waren Schreie und Geräusche, sie wurde aber auch in resoluten und geschwätzigen Rollen eingesetzt. Hal Erickson hob ihre Rollen in Die Frauen und Die Frau mit den zwei Gesichtern, vor allem aber als Madame Napaloni in Der große Diktator hervor. Ihr letzter Film war Gold aus heißer Kehle mit Elvis Presley. Gegen Ende ihrer Karriere hatte sie Gastauftritte in mehreren Fernsehserien.
Grace Hayle wurde unter anderem von Inken Sommer, Monika John, Evelyn Gressmann und Inge Wolffberg synchronisiert.

## Filmografie (Auswahl)
- 1932: Back Street
- 1932: Evenings for Sale
- 1932: The Death Kiss
- 1933: Ein charmanter Schwindler (Hard to Handle)
- 1933: Diplomaniacs
- 1933: Goldgräber von 1933 (Gold Diggers of 1933)
- 1933: Baby Face
- 1933: Mary Stevens, M. D.
- 1933: Verschollen in New York (Bureau of Missing Persons)
- 1933: Sexbombe (Bombshell)
- 1933: Goodbye Love
- 1933: Serenade zu dritt (Design for Living)
- 1933: Der Frauenheld (Lady Killer)
- 1934: The Cat and the Fiddle
- 1934: Wonder Bar
- 1934: Glamour
- 1934: In goldenen Ketten (Chained)
- 1934: Outcast Lady
- 1934: Der Schrecken der Rennbahn (6 Day Bike Rider)
- 1934: Liebesreigen (Music in the Air)
- 1935: Stadtgespräch (The Whole Town’s Talking)
- 1935: Party Wire
- 1935: All the King’s Horses
- 1935: Living on Velvet
- 1935: Roberta
- 1935: Die Frau auf Seite 1 (Front Page Woman)
- 1935: Im Scheinwerferlicht (Bright Lights)
- 1935: Sie heiratet den Chef (She Married Her Boss)
- 1936: Der große Ziegfeld (The Great Ziegfeld)
- 1936: Kleinstadtmädel (Small Town Girl)
- 1936: 15 Maiden Lane
- 1936: Theodora wird wild (Theodora Goes Wild)
- 1936: Winterset
- 1937: Maienzeit (Maytime)
- 1937: Assistenzarzt Dr. Kilder (Internes Can’t Take Money)
- 1937: Ein Stern geht auf (A Star Is Born)
- 1937: Topper – Das blonde Gespenst (Topper)
- 1937: Tovarich
- 1938: Man-Proof
- 1938: Engel aus zweiter Hand (The Shopworn Angel)
- 1938: Three Loves Has Nancy
- 1938: Sorgenfrei durch Dr. Flagg – Carefree (Carefree)
- 1938: Brennendes Feuer der Leidenschaft (The Shining Hour)
- 1938: Next Time I Marry
- 1938: Sweethearts
- 1939: Pacific Liner
- 1939: Mr. Moto und die geheimnisvolle Insel (Mr. Moto in Danger Island)
- 1939: The Star Maker
- 1939: Die Frauen (The Women)
- 1939: Geheimagenten (Espionage Agent)
- 1939: First Love
- 1940: Rendezvous nach Ladenschluß (The Shop Around the Corner)
- 1940: Der Weg nach Singapur (Road to Singapore)
- 1940: Primrose Path
- 1940: The Ghost Breakers
- 1940: Spring Parade
- 1940: Dritter Finger, linke Hand (Third Finger, Left Hand)
- 1940: Der große Diktator (The Great Dictator)
- 1941: Honeymoon for Three
- 1941: Von Stadt zu Stadt (The Wagons Roll at Night)
- 1941: West Point Widow
- 1941: Unfinished Business
- 1941: International Lady
- 1941: Birth of the Blues
- 1941: Die Frau mit den zwei Gesichtern (Two-Faced Woman)
- 1942: Geliebte Spionin (My Favorite Blonde)
- 1942: Schiff ahoi! (Ship Ahoy)
- 1942: I Married an Angel
- 1942: A Night to Remember
- 1943: Slightly Dangerous
- 1943: Footlight Glamour
- 1944: Es tanzt die Göttin (Cover Girl)
- 1944: Tagebuch einer Frau (Mrs. Parkington)
- 1951: Zu jung zum Küssen (Too Young to Kiss)
- 1952: Sein großer Kampf (Flesh and Fury)
- 1952: Versuchung auf 809 (Don’t Bother to Knock)
- 1952: The Turning Point
- 1953: Ma and Pa Kettle at Waikiki
- 1953: Houdini, der König des Varieté (Houdini)
- 1953: Der Tolpatsch (The Caddy)
- 1953: Der tollkühne Jockey (Money from Home)
- 1954: Blut im Schnee (Dangerous Mission)
- 1954: Athena
- 1955: Goldenes Feuer (Foxfire)
- 1956: Eine Handvoll Hoffnung (Bigger Than Life)
- 1957: Gold aus heißer Kehle (Loving You)